# Mikulicze (obwód grodzieński)
Mikulicze (biał. Мікулічы, Mikuliczy; ros. Микуличи, Mikuliczi) – wieś na Białorusi, w obwodzie grodzieńskim, w rejonie lidzkim, w sielsowiecie Trzeciakowce, nad Gawią.

## Historia
W XIX i w początkach XX w. położone były w Rosji, w guberni wileńskiej, w powiecie lidzkim, w gminie Dokudowo.
W dwudziestoleciu międzywojennym leżały w Polsce, w województwie nowogródzkim, w powiecie lidzkim, w gminie Dokudowo. W 1921 miejscowość liczyła 165 mieszkańców, zamieszkałych w 30 budynkach, w tym 157 Białorusinów i 8 Polaków. 141 mieszkańców było wyznania prawosławnego i 24 rzymskokatolickiego.
Po II wojnie światowej w granicach Związku Sowieckiego. Od 1991 w niepodległej Białorusi.